# 12e Golden Globe Awards
De 12e Golden Globe Awards, waarbij prijzen werden uitgereikt in verschillende categorieën voor de beste Amerikaanse films van 1954, vond plaats in 24 februari 1955 in het Hollywood Roosevelt Hotel in Los Angeles, Californië.

## Winnaars
- Beste acteur - Best Actor - Drama
  - Marlon Brando, On the Waterfront
- Beste acteur - Best Actor - Musical of Komedie
  - James Mason, A Star Is Born
- Beste actrice - Best Actress - Drama
  - Grace Kelly, The Country Girl
- Beste actrice - Best Actress - Musical of Komedie
  - Judy Garland, A Star Is Born
- Beste regisseur - Best Director
  - Elia Kazan, On the Waterfront
- Beste film - Best Picture - Drama
  - On the Waterfront
- Beste film - Best Picture - Musical of Komedie
  - Carmen Jones
- Beste buitenlandse film - Best Foreign Language Film
  - Twenty-Four Eyes (Japan); No Way Back (West-Duitsland); The Lady of the Camellias (Argentinië); Genevieve (Verenigd Koninkrijk)